# Нарендорф
Нарендорф (њем. Nahrendorf) општина је у њемачкој савезној држави Доња Саксонија. Једно је од 43 општинска средишта округа Линебург. Према процјени из 2010. у општини је живјело 1.364 становника. Посједује регионалну шифру (AGS) 3355025.

## Географски и демографски подаци
Нарендорф се налази у савезној држави Доња Саксонија у округу Линебург. Општина се налази на надморској висини од 72 метра. Површина општине износи 44,0 km². У самом мјесту је, према процјени из 2010. године, живјело 1.364 становника. Просјечна густина становништва износи 31 становника/km².